# ميكي إيشيكاوا
ميكي إيشيكاوا (بالإنجليزية: Miki Ishikawa)‏ هي مغنية وممثلة أمريكية، ولدت في 29 يوليو 1991 في دنفر في الولايات المتحدة.

## أعمال

### أفلام
- أشخاص ظرفاء[6]

## وصلات خارجية
- ميكي إيشيكاوا على موقع IMDb (الإنجليزية)
- ميكي إيشيكاوا على موقع ميوزك برينز (الإنجليزية)
- ميكي إيشيكاوا على موقع قاعدة بيانات الفيلم (الإنجليزية)